# Wildmahdspitze
La Wildmahdspitze est une montagne qui s'élève à 2 489 m d'altitude dans les Alpes d'Allgäu, en Autriche.